# Radabweiser

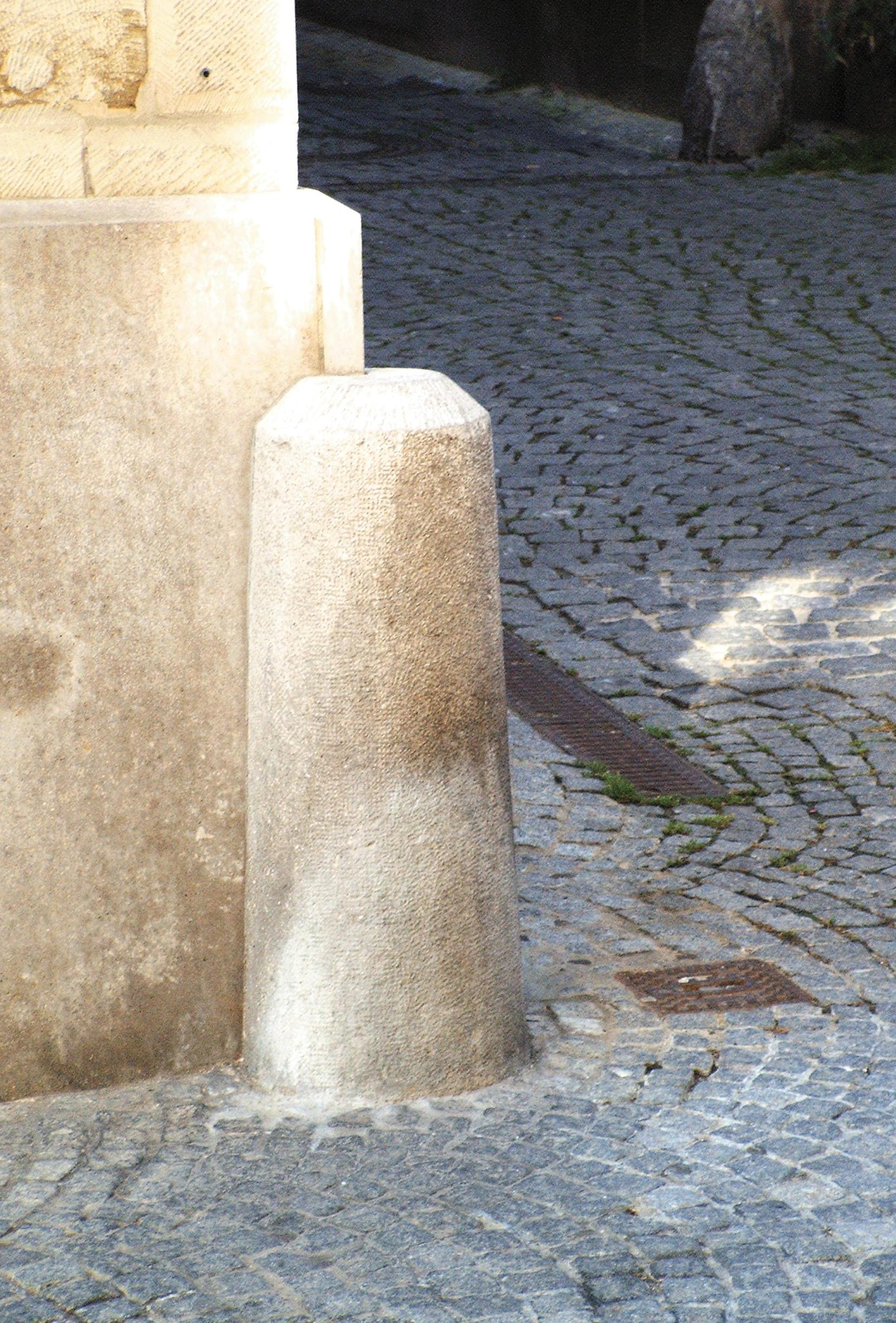
Klassische Form eines Radabweisers am Sockel einer Hausecke in Kitzingen

Ein Radabweiser (Abweiser, Abweisstein, Prellstein, Prallstein, Abweichstein, Radstößer, Kratzstein) ist ein gerundetes Bauteil aus Stein oder Eisen zum Schutz von Gebäudeecken und Toreinfahrten gegen Beschädigung durch Fahrzeuge.

## Funktion und Beschreibung
Radabweiser sind häufig gerundete Bauteile vor den Hausecken oder an Durchfahrten. Bevorzugt wurden harte und widerstandsfähige Steine oder Metall, um von den eisernen Radreifen der Wagen nicht zerschlissen zu werden. Um ihre Funktion zu erfüllen, müssen Radabweiser niedriger als die Radnaben vorn geneigt sein, um die zu nahe heranfahrenden Räder nicht zu blockieren, sondern abgleiten zu lassen. Im Zusammenhang unvorsichtiger Beschädigungen an Gebäudeecken beim Einbiegen hat sich die umgangssprachliche Redewendung „die Kurve kratzen“ gebildet.
Im Gegenzug sollte durch Radabweiser auch das Fahrzeug geschützt werden, genauer die vorstehende Radnabe, da sie bei Eckenberührung mit dem ganzen Rad und der Achse beschädigt worden wäre, was früher eine kostspielige und aufwendige Reparatur auslösen konnte.
Insbesondere wertvolle Gebäude und Bauteile wurden mit Radabweisern ausgestattet. Dieses architektonische Schutzbauteil fand mindestens seit der römischen Zeit Anwendung, beispielsweise an der Distanzsäule und am Bogen des antiken Straßenfragments bei Donnas.
Die Radabweiser aus der Zeit der Romanik und Gotik sind überwiegend unverziert, wie sie auch in späteren Bauepochen in der ländlichen Architektur üblich geblieben sind. Seit der Renaissance sind an städtischen oder herrschaftlichen Bauwerken zunehmend verzierte Objekte verwendet worden. Die bau- und funktionsgeschichtlichen Zusammenhänge sowie ihre vielgestaltigen Ausprägungen sind bisher nicht ausreichend erforscht und dokumentiert, bis auf einige lokale Beispielsammlungen.
In Städten wurden Prellsteine wegen der Verengung der Spurbreite an vielen Gebäuden im 20. Jahrhundert entfernt, weil bei der Entwicklung des Fahrzeugbaus die Spurbreite der Fahrzeuge gegenüber denen der Pferdewagen zunahm. Der damit einhergehende Verzicht auf ihre schützende Funktion ist auch mit der besseren Spurführung mechanisch oder hydraulisch gelenkter Fahrzeuge begründet.
Heutzutage werden Prellsteine aus Beton noch häufig vor den Flügeltoren und Faltflügeltoren von LKW-Garagen eingebaut, um ebenfalls eine Beschädigung der Tore zu verhindern. Mitunter dienen auch spezielle Stahlkonstruktionen oder einfache Poller als Radabweiser.

### Anwendungsbeispiele
Am Brandenburger Tor in Berlin wird die Funktion der Radabweiser teilweise von ausgedienten Kanonenrohren übernommen.
Eine besondere Art von Radabweisern findet man in Waldkirchen im Bayerischen Wald. Hier wurden Figuren aus Granit erstellt. So findet man den „Ewigen Hochzeiter“, seine Braut die „Gretel“, den „Wirt“, den „Marktrichter“ und die „Marktfrau“. Waldkirchen bezeichnet sich auch als die „Radabweiser-Stadt im Bayerischen Wald“.
Historische Beispiele von Radabweisern finden sich in ganz Europa. Besonders häufig treten sie noch in der ländlichen Architektur auf. 

Bildbeispiele für Prellsteine
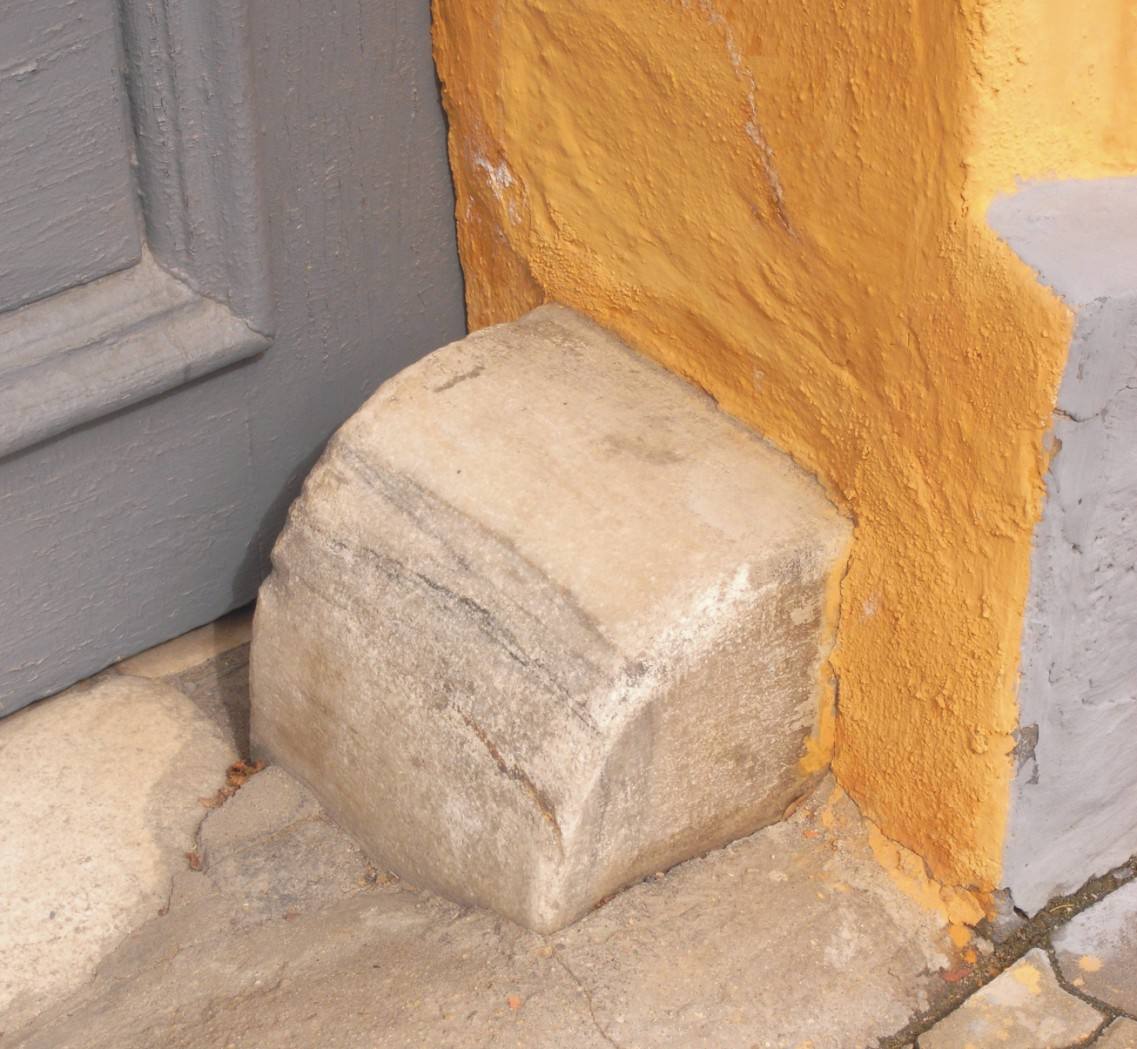
Radabweiser aus Pernsteiner Marmor in Nedvědice
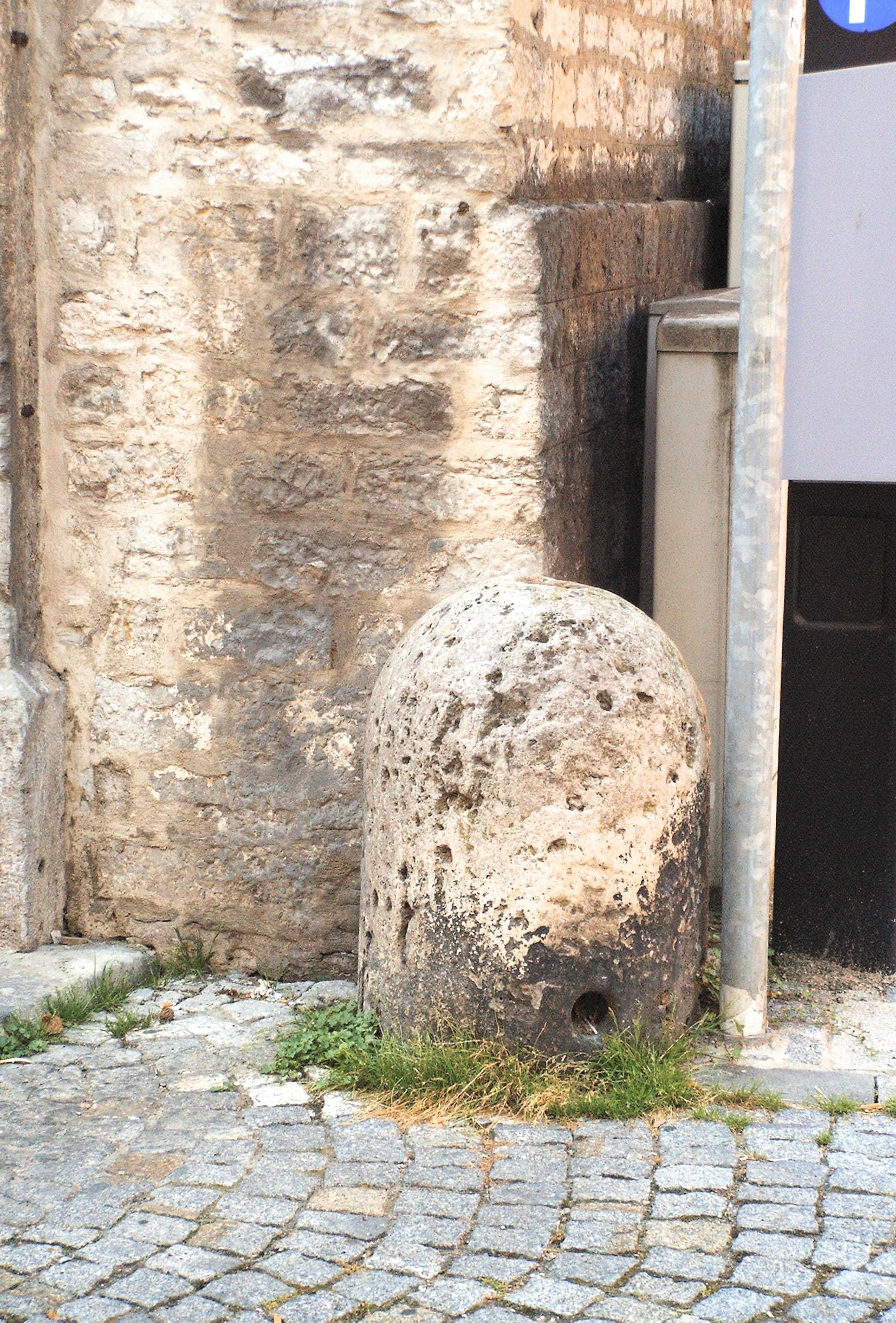
Radabweiser in Kitzingen
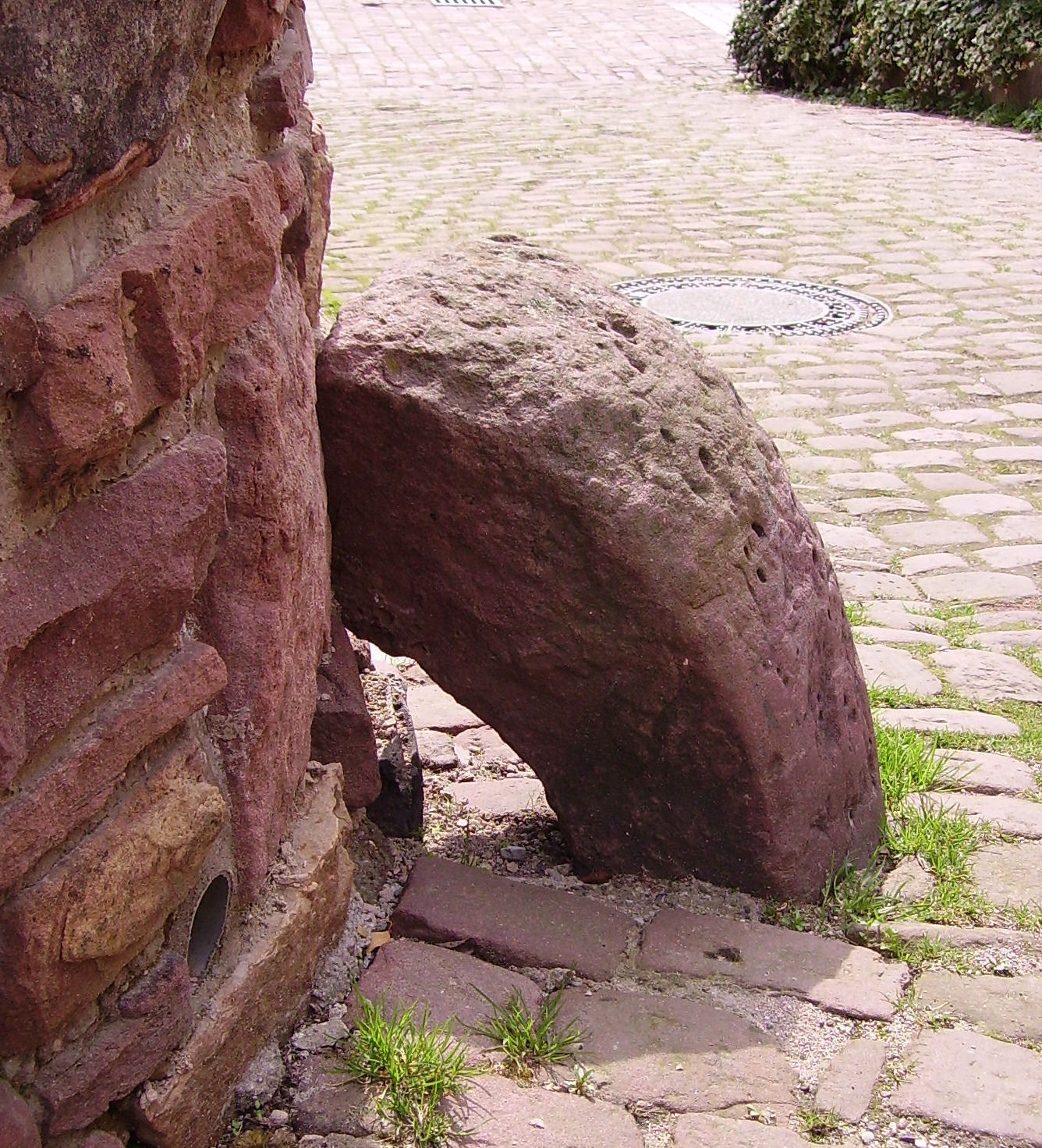
Radabweiser in Dilsberg
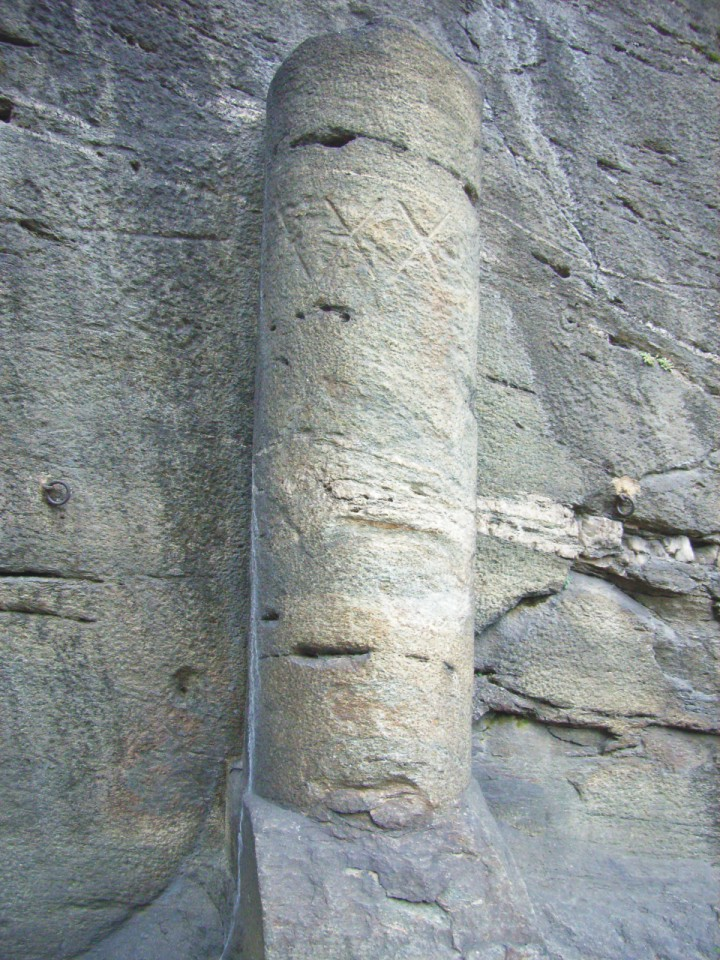
Römische Distanzsäule mit ausgebildetem Radabweiser bei Donnas im Aostatal
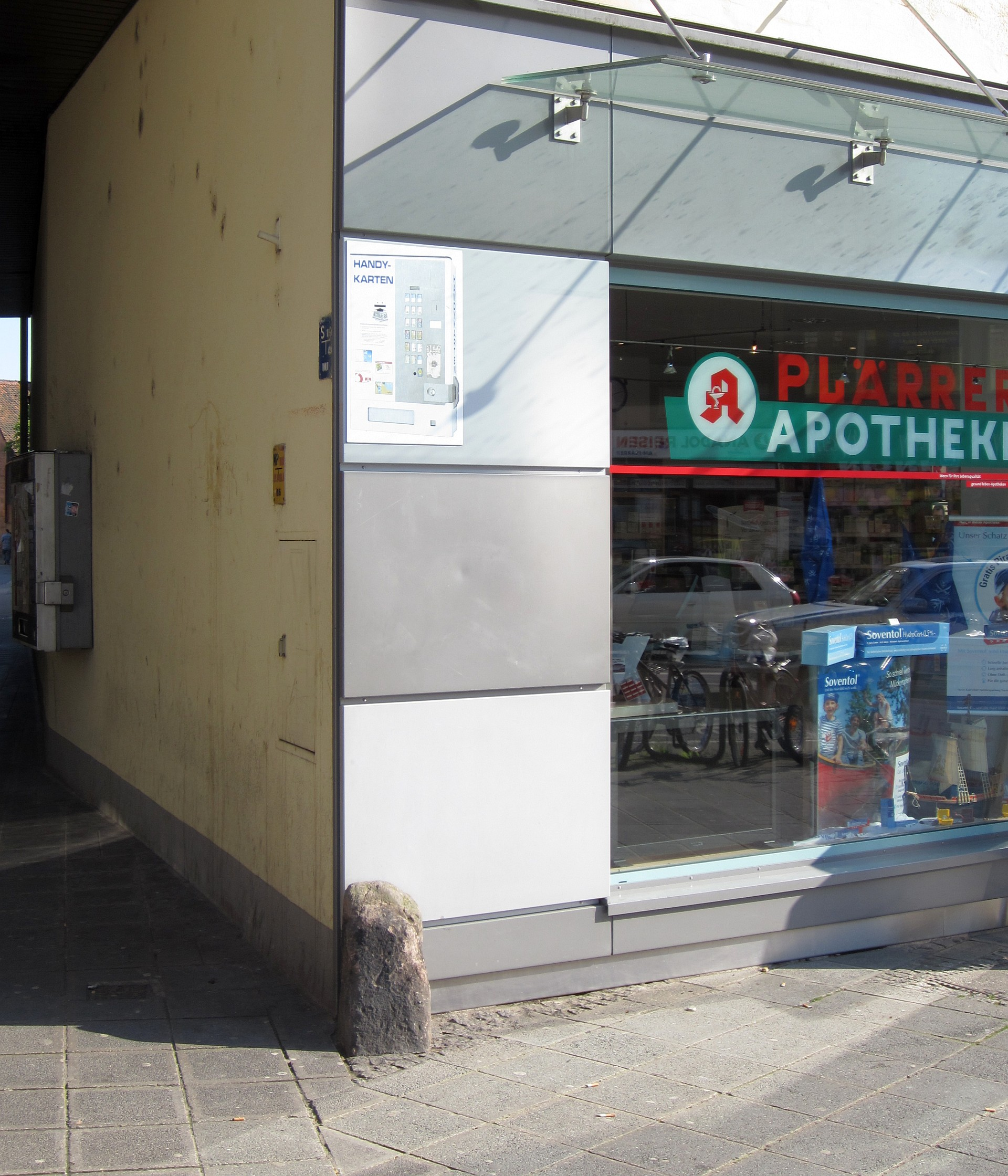
Radabweiser an moderner Innenstadt-Fassade am Plärrer (Nürnberg)
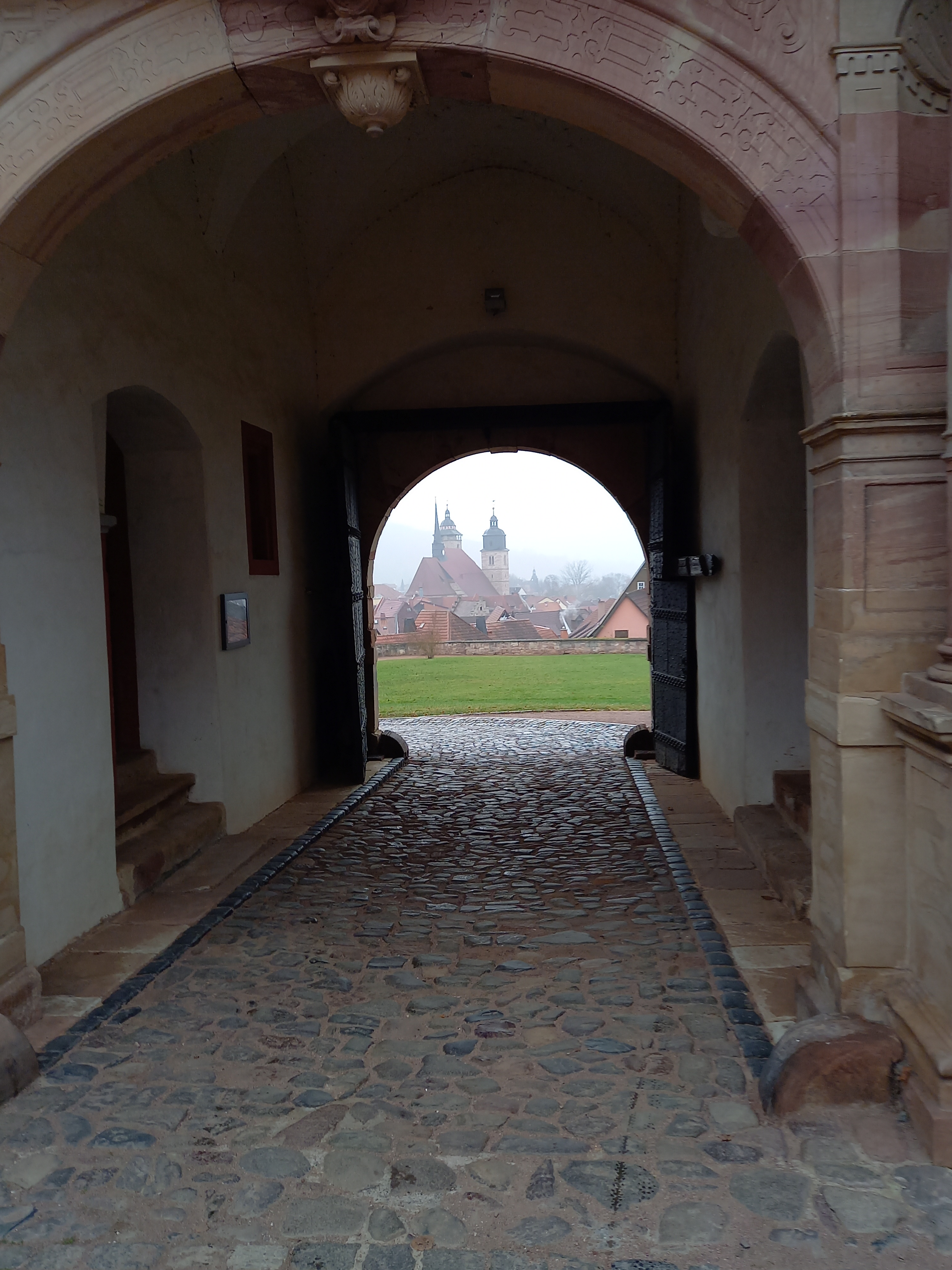
Torfahrt mit Radabweisern, Schloss Wilhelmsburg (Schmalkalden)

## Prellsteine und Radabweiser als Zierformen
Aus der dienenden Funktion des Radabweisers hat sich teilweise eine Zierform ergeben. Ein bekanntes Beispiel waren die 24 Prellsteine am Stufenunterbau des Wahrzeichens der Stadt Göttingen, dem Gänseliesel-Brunnen, die in den 1930er Jahren beseitigt wurden. An den Durchfahrten des Brandenburger Tors in Berlin sind noch heute zum Schutz der Säulenbasen zwei verschiedene historische Radabweiser-Zierformen erhalten: außen (jüngere) Kunstguss-Abweiser und innen (ältere) umfunktionierte, französische Beutekanonen. In der Zeit des Historismus stellten Kunstgießereien Radabweiser in unterschiedlichen Zierformen her, u. a. als Fabelwesen.

Radabweiser als Zierformen
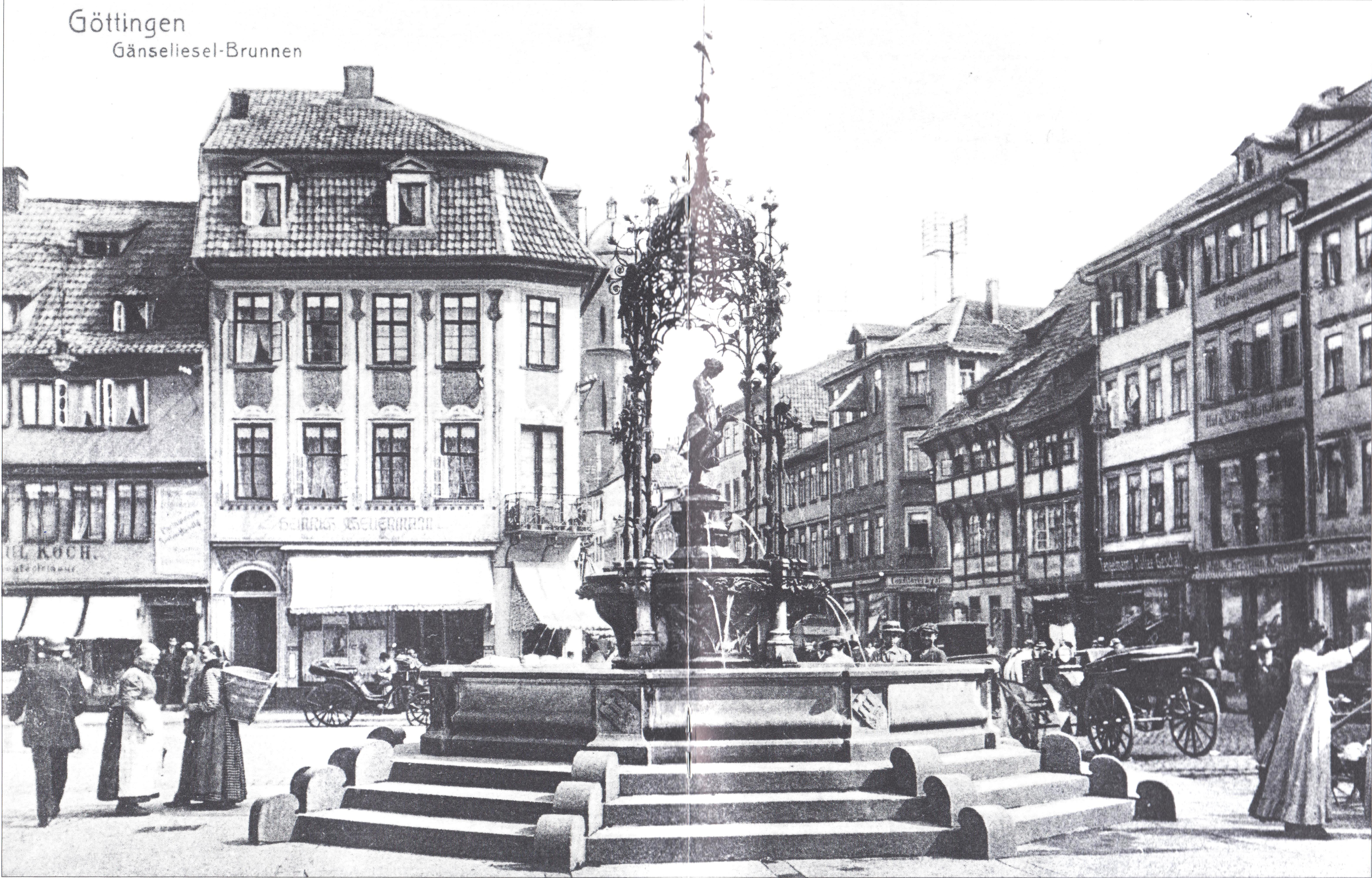
Gänselliesel-Brunnen Göttingen mit steineren Zier-Prellsteinen an den acht Ecken des Stufenunterbaus (Foto um 1910)
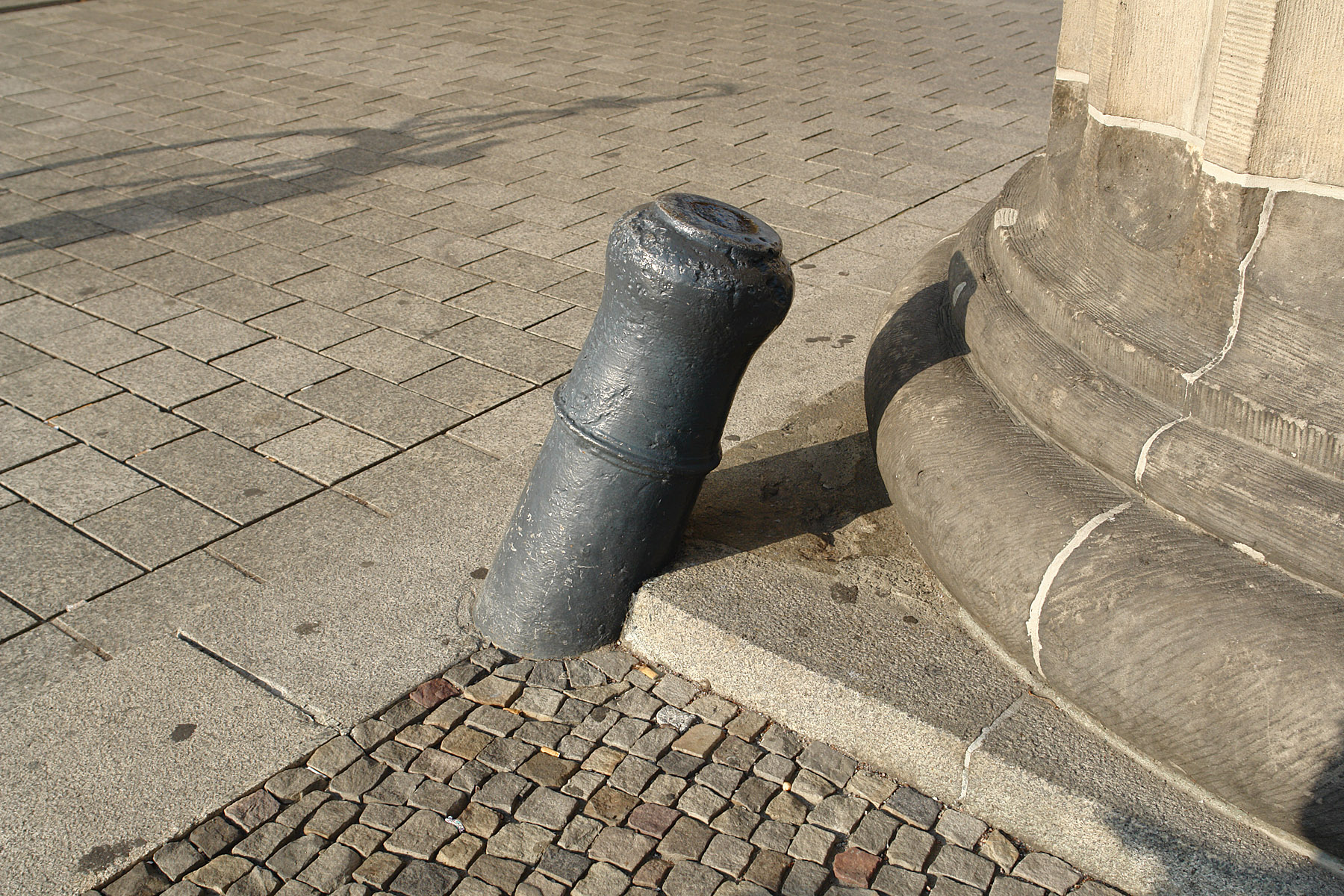
Beutekanone als Radabweiser am Brandenburger Tor
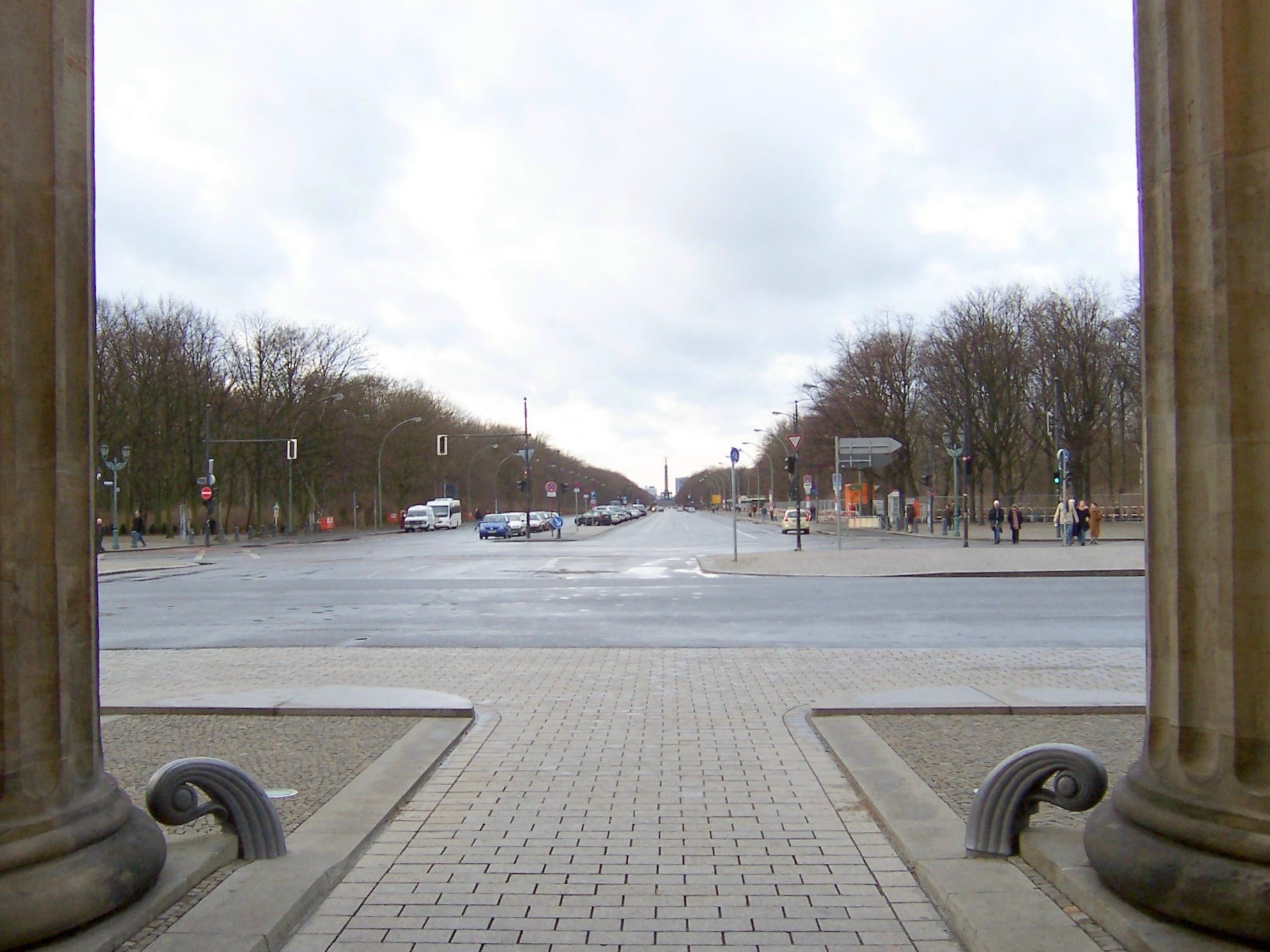
Kunstguss-Radabweiser am Brandenburger Tor
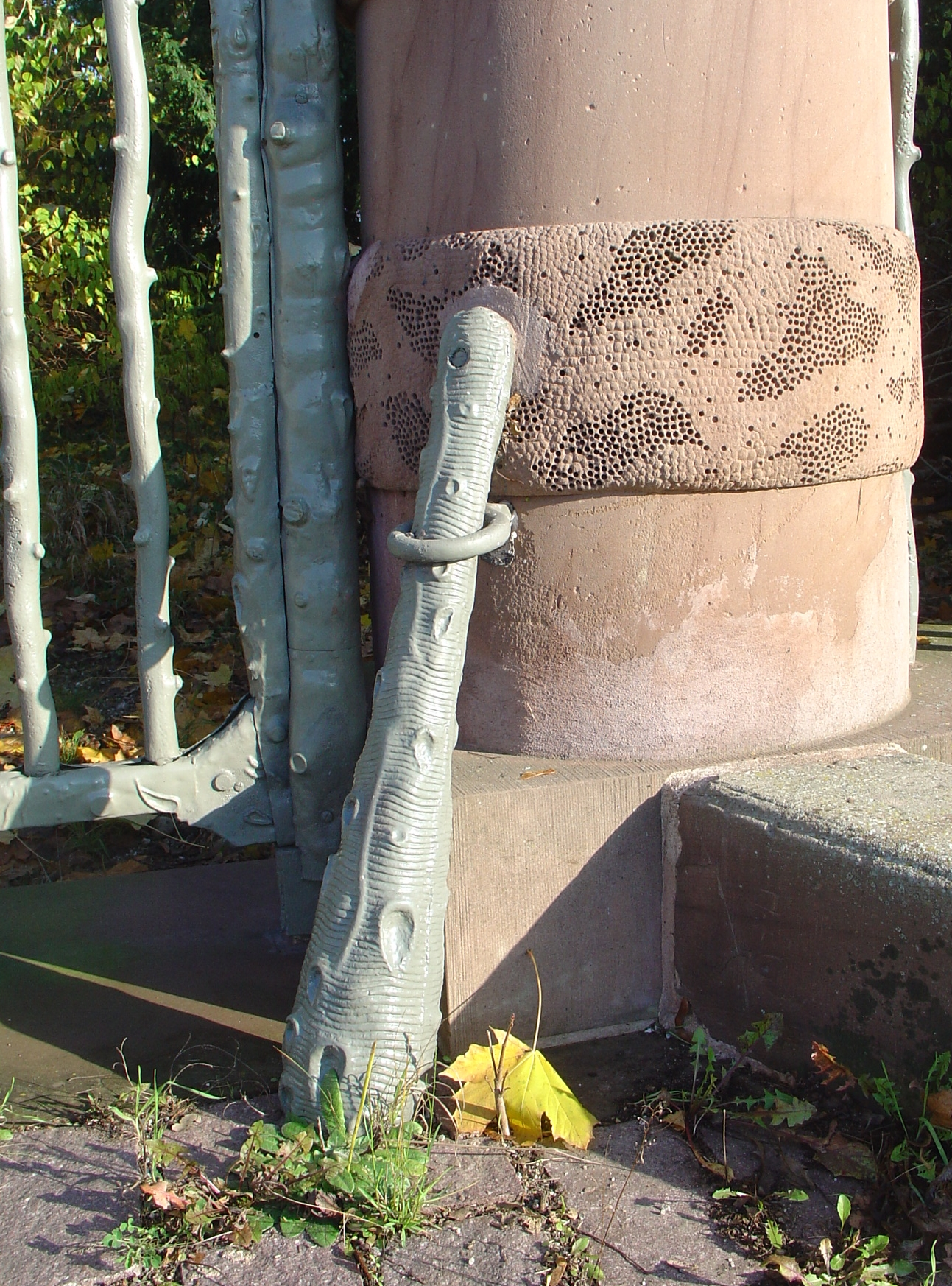
Eiserner Radabweiser in Keulenform, Allée Kastner, Straßburg

## Prellsteine als Leitsteine
Prellsteine wurden auch als Einfriedigungen und Brüstungen zum Schutze der Fuhrwerke gegen das Hinabstürzen an der Talseite der Gebirgsstraßen verwendet, indem sie das zu nahe Befahren des Straßenrandes verhindern. Auch werden vielfach Fußwege gegen das Auffahren der Fuhrwerke durch solche Prellsteine geschützt. Sie bestehen aus bearbeiteten oder auch rau gelassenen Felsstücken, die in Abständen von 2 bis höchstens 4 m an dem Straßenrande angebracht sind und deren Höhe der Radnabe gerade noch gestattet, über sie hinwegzugleiten.

Prell- und Leitsteine
Leiteinrichtung des 19. und frühen 20. Jahrhunderts: Prellsteine mit Metallstange
Prellstein aus der Reichs-Straßenverkehrs-Ordnung von 1934
Leitsteine aus den 1942 veröffentlichten „Vorläufigen Richtlinien für den Ausbau der Landstraßen“ (RAL 1937)
Die in der BRD nach RAL 1937 gefertigten Leitsteine wurden als Leiteinrichtung 1957 durch Verordnung bestätigt
In der DDR wurden die Leitsteine seit 1966 rot markiert

## Besondere Anwendungen
Bei Kfz-Werkstätten und in Autowaschanlagen sind Konstruktionen mit einer ähnlichen Leitfunktion zu finden. Die Fahrwege zur Werkstattgrube oder zur Autowäsche sind mit L- oder T-förmigen Profileisen versehen, die einige Zentimeter über die Fahrbahnfläche ragen und die Reifen in der richtigen Spur halten.